# Tove Anderberg
Tove Anderberg (født 17. februar 1942 i Aalborg, død 12. december 2021 i Hammer Bakker) var en dansk keramiker.
Anderberg tog i 1970'erne timer på Århus Kunstakademi hvor hun bl.a. lærte at modellere og dreje. Siden 1974 har hun haft eget værksted i Hammer Bakker, hvorefter hun i en årrække deltog i censurerede udstillinger som Kunstnernes Efterårsudstilling og forårs- og efterårsudstillingerne på Charlottenborg. Hvor hendes tidligere arbejder som hovedregel er drejet i stentøjsler, begynder hun fra 1980 i højere grad at bygge hendes arbejder i hånden, gerne i porcelænsler.
Hendes værker er inspireret af naturen og af den britiske keramiker Lucie Ries kunst. Hun er kendt for at lægge meget vægt på glaseringen af sine værker. Hendes arbejder findes bl.a. i samlingerne på CLAY Keramikmuseum Danmark, Vendsyssel Kunstmuseum, Holstebro Kunstmuseum, Trapholt, KUNSTEN Museum of Modern Art Aalborg, Ny Carlsbergfondet, Designmuseum Danmark og Randers Kunstmuseum. 